# Walckenaeria coniceps
Walckenaeria coniceps là một loài nhện trong họ Linyphiidae.
Loài này thuộc chi Walckenaeria. Walckenaeria coniceps được Konrad Thaler miêu tả năm 1996.